# Camaleona
Camaleona es una telenovela venezolana producida y transmitida por la cadena RCTV en el año 2007. Original de Carolina Espada, escrita por José Vicente Quintana.
Protagonizada por Juliet Lima y Daniel Elbittar, y con las participaciones antagónicas de Dad Dáger, Karl Hoffman y Marianela González. También cuenta con las actuaciones estelares de Juan Carlos Alarcón, Albi De Abreu y la primera actriz Mayra Alejandra.
Al principio se dio a conocer como: La Oveja Negra para despistar a la prensa, y nadie se imaginó que el título sería: Camaleona.
Además es la penúltima telenovela de RCTV junto con Mi prima Ciela antes de que RCTV se cesara sus transmisiones el 27 de mayo de 2007, y el 16 de julio de 2007 junto con la programación se reanudaron con RCTV Internacional Televisión.

## Sinopsis
La protagonista de Camaleona es Natalia Rivas (Juliet Lima), una mujer de veintiún años. Su madre, Flor Rivas (Crisbel Henríquez), fue asesinada por Octavia Ferrari (Dad Dáger) cuando Natalia era apenas una niña.
Octavia no solo asesinó a Flor Rivas, sino también a los padres de Juan Pablo (Daniel Elbittar) y Luis Felipe Alcántara (Ezequiel Stremiz), que murieron en un accidente de automóvil provocado por ella; los niños iban en el vehículo con sus padres y sobrevivieron al accidente, pero Luis Felipe perdió la vista.
La hermana gemela de Octavia es Claudia Ferrari (Dad Dáger), una doctora que está a cargo de tratar la ceguera de Luis Felipe Alcántara. Claudia está casada con Reynaldo Luzardo (Karl Hoffman), un empresario dueño un centro comercial y de la policlínica "Los Naranjos", en donde trabaja su esposa. El matrimonio tiene dos hijas, Olga Carolina, llamada por todos "Olguita" (Gioia Arismendi) y Mercedes (Marianela González). Sin embargo, Reynaldo es infiel a Claudia con Octavia.
Un día, Natalia tiene un incidente con Ramoncito (Héctor Pernía), un empleado de Luzardo que la amenaza de muerte; debido a ello, Natalia se ve obligada a ocultarse y a convertirse en una maestra del disfraz, conocida como "Camaleona". Entre sus muchas falsas identidades, están la periodista Elena Rivas, empleada de Reynaldo Luzardo y la hippy Natalia Rivas "Maríamoñitos".
pero, Natalia cuando era niña después de la muerte se terminó viviendo en la casa de sus tíos Amapola "Pola" Rivas de Lofiego (Mayra Alejandra) y su tío Vittorio "Vito" Lofiego (Juan Carlos Gardié), pero también anda su abuelo don José Ignacio Rivas (Cayito Aponte).
Natalia descubre un día que Reynaldo Luzardo es su padre, pero ella cree erróneamente quien fue él que lo mató a su madre, por lo que no desiste su deseo de venganza.
Juan Pablo y Natalia buscan venganza por la muerte de sus padres, y al final, la vida les enseñará que el amor es más fuerte que el odio y puede superar cualquier adversidad.

## Elenco
- Juliet Lima - Natalia Rivas / Elena / María Moñitos
- Daniel Elbittar - Juan Pablo Alcántara
- Dad Dáger - Octavia Ferrari y Claudia Ferrari de Luzardo
- Marianela González - Mercedes Luzardo Ferrari
- Albi De Abreu - Gustavo Casanova
- Juan Carlos Alarcón - Leopoldo Tovar y Tovar III
- Mayra Alejandra (†) - Amapola "Pola" Rivas de Lofiego
- Andrés Suárez - Matías Brassesco
- Karl Hoffman - Reynaldo Luzardo
- Gioia Arismendi - Olga Carolina "Olguita" Luzardo Ferrari
- Rosario Prieto - Numidia Valecillos Vda. de Alcántara
- Juan Carlos Gardié - Vittorio "Vitto" Lofiego
- Carlos Márquez (†) - Eloy Párraga Farías
- Deyalit López - Astrid Hernández de Brassesco
- Carmen Alicia Lara - Mariángel "Gel" Lofiego Rivas
- Ezequiel Stremiz - Luis Felipe Alcántara
- Milena Torres - Leticia Narváez
- Héctor Pernía - Ramón "Ramoncito" Montoya
- Guillermo García - Ignacio "Iñaki" Lofiego Rivas
- Donny Muratti - Lucas Luzardo Ferrari
- Romina Fernandes Russa - Esther
- Sheyene Gerardi - Susana Rincón
- Simón Gómez - Rolito
- Andreína Mazzeo - Nieves Prieto
- Cayito Aponte (+) - José Ignacio Rivas
- Crisbel Henríquez - Flor Rivas
- Candy Montesinos - Inés Moreno
- Relú Cardozo - María Cecilia
- Marco Antonio Alcalá - Raymundo Borregales "Rambó"
- Rafael Méndez - Alfredito Malaver
- José Medina - Gonzalo Acosta
- Alexandra Guilarte - Sofía
- Erick Ronsó - Álvaro
- Andreína Quintana - Andrea Tovar y Tovar
- Isnardo Bravo - Participación especial
- Jalymar Salomón - Participación especial

## Temas musicales
- Y si te digo de: Fanny Lu - (Tema principal de telenovela)
- Tu amor por siempre de: Axel Fernando - (Tema de Natalia y Juan Pablo)

## Producción
- Vice-Presidente de Dramáticos: José Simón Escalona
- Autor de derechos de la obra original de: Radio Caracas Televisión (RCTV) C.A.
- Producida por: Radio Caracas Televisión C.A.
- Historia original de: Carolina Espada
- Escrita por: José Vicente Quintana
- Libretos: José Vicente Quintana, Karín Valecillos, José Manuel Espiño, José Pulido, Francy Rodríguez, Francisco López
- Producción Ejecutiva: Carlos Lamus Alcalá
- Dirección General: Otto Rodríguez
- Producción General: Marco Godoy
- Dirección de Arte: Rosa Helena Arcaya
- Dirección de Exteriores: Arturo Páez, Henry Gaspar Colmenares, Luis Gaitán
- Producción de Exteriores: Elide Peña Troconis
- Dirección de Fotografía: Wilfredo Balcázar
- Edición: Alexis Montero
- Música Incidental: Francisco Cabrujas
- Musicalización: Rómulo Gallegos
- Gerente de Contenidos Dramáticos: Juan Pablo Zamora
- Gerencia de Administración y Logística de Producción de Dramáticos: Antonio Crimaldi
- Gerencia de Post-Producción: Aura Guevara
- Gerente de Soporte y Asist. a Producción: Ana Carolina Chávez
- Asistentes de Producción: Yraima Roa, María Eugenia Arcaya, María Luisa Ravelo
- Coordinador: Alexis Osuna
- Continuidad: Juan Carlos Moreno, Orlando Machado
- Escenografía: Xhimena Herrera
- Ambientación: Lisette Graffe, Carolina Peraza
- Diseño de Vestuario: César André
- Vestuario: Raffaele D'Angelo, Laura Bolívar
- Maquillaje: Yudeisy González, Isaura Ortegano
- Estilistas: Jazmín Mora, Rosana Farías
- Realización de Estudio: Adrián Farías
- Jefe de Operaciones de estudio: Gloria Viso
- Operador de Audio de Estudio: Ronald Cárdenas
- Camarógrafos de Estudio: Félix Rodríguez, David Zambrano, César López
- Luminotécnico de Estudio: Tito Suárez
- Asistentes de Operaciones: Antonio García, Jackson Vásquez, Darryl Perozo, César Rondón, Jhohan Cárdenas, Sergio Rivera
- Jefe de Operaciones de Exteriores: Douglas Bustamante
- Camarógrafos de Exteriores: Marcos Canelón, Jesús Pernía
- Operador de Audio de Exteriores: Eliana González
- Luminotécnico de Exteriores: José Quintero
- Técnico VTR en Exteriores: Ronald Quevedo
- Plantero : José Traspalacios
- Microfonísta de Exteriores: Edgar Valiente
- Asistentes de Iluminación: Héctor Fuenmayor, Pedro Vásquez
- Asistentes de cámaras: Luis González, Jesús Pacheco